# Serieförlag
Ett serieförlag är ett förlag som specialiserat sig på att publicera tecknade serier. Förlaget ansvarar för tryckning och distribution av ett verk. Ett serieförlags verksamhet skiljer sig åt beroende på vilken typ av serier de publicerar. Stora serieproducenter som ger ut sina serier i häftesform och på regelbundna publiceringsdatum (t.ex. serier som Batman eller Kalle Anka), arbetar på liknande sätt som en tidningsutgivare. Förlag som i första hand producerar album eller illustrerade noveller av enskilda författare arbetar mer som ett bokförlag.

## Serieförlag i urval

### Frankrike och Belgien
- Bamboo
- Casterman
- Dargaud
- Les Humanoïdes Associés
- Le Lombard

### Sverige

#### Serietidningaroch-album
- Albumförlaget
- Bonnier Carlsen
- Egmont Kärnan
- Bokförlaget Semic
- Seriefrämjandet

#### Dagspresserier
- Bulls Press

### USA

#### Serietidningaroch-romaner
- Dark Horse Comics
- DC Comics
- IDW Publishing
- Image Comics
- Marvel Comics

#### Dagspresserier
- King Features Syndicate